# Juncus milashanensis
Juncus milashanensis là một loài thực vật có hoa trong họ Juncaceae. Loài này được A.M.Lu & Z.Y.Zhang mô tả khoa học đầu tiên năm 1979.